# Pseudosmittia virgo
Pseudosmittia virgo är en tvåvingeart som beskrevs av Karl Strenzke 1950. Pseudosmittia virgo ingår i släktet Pseudosmittia och familjen fjädermyggor. Arten har ej påträffats i Sverige. Inga underarter finns listade i Catalogue of Life.